# Jovan Barako
Jovan Barako (Karlovac, 1836. − Karlovac, 28. maja 1914) bio je jedan od najuglednijih i najimućnijih ljudi u Karlovcu druge polovine 19. i početkom 20. vijeka, trgovac, poliglota i veliki dobrotvor. Kao najveći dobrotovor karlovačke srpske pravoslavne crkvene opštine, testamentarno je ostavio imovinu u vrijednosti od oko 400.000 kruna.

## Porijeklo
Jovanov djed Konstantin i baka Ekaterina, djevojački Zega, su živjeli u Vlahoklisuri u Makedoniji (Grčka). Jovanov otac Vasilije je sa svojim stricem pobjegao iz Vlahoklisure od turskog nasilja i nastanili su se u Karlovcu. Obojica su se počela baviti trgovinom hrane, što je Vasilije kasnije raširio, dok nije pod upravom njegove djece, Konstantina i Jovana postala jedna od prvih trgovina te struke, koje su u nekadašnjem Karlovcu postojale. Porodica Barako se i u staroj postojbini, Makedoniji, bavila trgovinom, pa se i u novoj sredini brzo obogatila imajući već iskustva bavljenjem tim poslom.
Jovanova majka Jelena Peović bila je sestra majke Mladena Živojinovića, nekadašnjeg predsjednika karlovačke srpske pravoslavne crkvene općine. Vasilije i Jelena su imali troje djece: Kostu (rođ. 1832), Jovana (rođ. 1836) i Emiliju (rođ. 1840). Kosta se dva puta ženio, nije imao djecu i umro je 1894. Emilija se udala za pančevačkog trgovca hranom Mihajila Krančevića, djecu nisu imali, kasnije se preselila sa svojim mužem bratu u Karlovac gdje je i umrla 21. marta 1914.

## Školovanje, brak, putovanja
Jovan je završio srpsku narodnu školu u Karlovcu i višu trgovačku školu u Ljubljani. Oženio se sa Eufemijom, kćerkom poznatog književnika i publiciste Dr Jovana Subotića i njegove prve žene. Djecu nisu imali. Jovan je bio u zajednici sa bratom Kostom sve do njegove smrti, a poslije njega je vodio posao do smrti svoje supruge 1905. godine. Tada napušta trgovačke poslove i živio je povučeno u svojoj kući sa sestrom i bratom od tetke, Mladenom. Kuću je podigao sa svojim bratom Kostom  1872. godine. Bio je miran, skroman i obrazovan čovjek. Pored svog maternjeg jezika odlično je govorio i njemački, novo-grčki, turski, cincarski, a razumio je i italijanski jezik. U kasnijem dijelu života izučava i latinski jezik da bi mogao porediti latinski prijevod Novog zavjeta s grčkim izvornikom. Mnogo je putovao, a ističe se njegovo putovanje u Moskvu na etnografsku izložbu 1867. godine sa puncem Jovanom Subotićem, karlovačkim protom Nikolom Begovićem i trgovcem Aleksandrom Musulinom. Putovanje je detaljno opisao u jednoj bilježnici, ali opis nije dovršio niti je putopis štapao. Cijeli taj opis je nosio vjersko obilježje. U Sankt Peterburgu Isakijevskoj crkvi je bio oduševljen liturgijom. Nakon pjevanja vaskršnjeg tropara razgovorao je sa jednim Rusom, kojem je odgovorio da nije Rus, već da je Serb iz Kroacija.

## Testament
Zagrebački Srbobran je objavio njegov testament 2. juna 1914. godine. Svoju kuću na kupskoj obali sa svim zemljištem (vrijedilo je oko 140.000 kruna) ostavio je srpsko-pravoslavnoj crkveno-školskoj općini u Karlovcu. Istoj općini u gotovini je ostavio i iznos od K 100.000., da se kapitalizira, dok ne dostigne iznost od K 200.000. Ta svota se imala upotrijebiti na obnovu parohijske crkve svetog Nikole u Karlovcu. Istoj općini je ostavio K 10.000 fondu za crkveno pjevanje koji je pokojnik sam osnovao 1866. godine, K 20.000 za kapelu na groblju, odnosno za održavanje groblja, K 20.000 za održavanje spomenika, K 10.000 kao fond za siromašne grada Karlovca, s tim, da se dohodak ima davati pola pravoslavnima, a pola ostalim sirotim stanovnicima grada Karlovca, te konačno K 15.000 općini u njezine svrhe.
Osim toga ostavio je još legate: srpsko pravoslavnim crkvenim općinama u Kolariću, Tušiloviću i Trebinji za njihove crkve svakoj po K 10.000, crkvi svetog Save na Vračaru u Beogradu (na kom je Sinan-paša spalio kosti svetog Save) K 5.000, crkvi u Marindolu K 5.000, crkvi u Dobrincima (u Srijemu) K 3.000, manastiru Vrdnik na Fruškoj gori K 3.000, crkvi u Boviću K 2.000 crkvi u Krnjaku K 1.000, za kupovinu zvona u Karlovcu K 2.000, a po K 1.000 crkvama u Kolariću, Trebinji i Tušiloviću, konačno K 2.000 rimokatoličkoj crkvi svete Barbare u Karlovcu.
K 20.000 ostavio je cincarskoj pravoslavnoj općini u Vlaho-Klisuri kod Kostura u Makedoniji, gdje mu se rodio djed Konstantin i baba Ekaterna. K 5.000 domu za siročad u Beogradu, K 12.000 Matici srpskoj u Novom Sadu, K 5.000 društvu "Privrednik" u Zagrebu, K 2.000 srpskom pjevačkom društvu u Zagrebu, K. 1.000 srpskoj ženskoj preparandiji u Karlovcu, K 1.000 gradskoj bolnici u Karlovcu, K 500 realnoj gimnaziji u Karlovcu, K 500 djevojačkoj školi u Karlovcu i K 1.000 vatrogasnom društvu u Karlovcu.

## Spor oko grobnog mjesta Jovana Baraka
2010. godine je postojao spor između lokalnih vlasti grada Karlovca i predstavnika Srba, u vezi grobova znamenitih Srba na groblju u Karlovcu. Zbog neplaćanja takse za održavanje grobova, postojala je mogućnost da se ti grobovi prekopaju. Na grobovima, među kojima je i grob Jovana Baraka, su ostavljana upozorenja karlovačke administracije o neplaćenoj taksi. Predstavnici Srpske pravoslavne crkve su razgovarali sa gradonačelnikom i direktorom preduzeća "Zelenilo", kako bi ti grobovi bili izuzeti od plaćanja taksi, jer i za grobna mjesta poznatih Hrvata na katoličkom groblju niko nije plaćao nikakve takse. Pravoslavna crkva je morala otkupiti te grobove i sada su u njenom vlasništvu, da bi se sačuvali od uništenja, a posmrtni ostaci vladike gornjokarlovačkog Simeona Zlokovića su prenešeni u manastir Gomirje.